# Antônio Jacobina Filho
Antônio Jacobina Filho, detto Jacó (Rio de Janeiro, 22 settembre 1906 – Rio de Janeiro, 7 aprile 1994), è stato un pallanuotista brasiliano.
È stato membro del Brasile di pallanuoto che ha partecipato ai Giochi di Los Angeles 1932, classificandosi al quinto posto.